# П'ясецький Максим Павлович
Макси́м Па́влович П'ясе́цький (1991—2022) — молодший сержант Збройних Сил України, учасник російсько-української війни, що загинув у ході російського вторгнення в Україну в 2022 році. Герой України (2024, посмертно).

## Життєпис
Максим П'ясецький народився 1991 року в селі Зарудинець (з 2020 року — Ружинської селищної територіальної громади Бердичівського району) на Житомирщині.
Від початку війни на сході країни брав участь в антитерористичній операції та операції об'єднаних сил у складі 95-тої окремої десантно-штурмової бригади.
З початком повномасштабного російського вторгнення в Україну був призваний першочергово за мобілізацією.
У 2022 році разом із підрозділом понад 40 днів тримав оборону позицій у Кам'янці на Харківщині та неодноразово знищував техніку ворога. Його розрахунок ПТРК «Стугна-П» ліквідував два танки, які рухалися з боку Ізюма, що змусило окупантів відступити.
Загинув 20 березня 2022 року поблизу міста Ізюма Харківської області в ході відбиття атаки танків противника.

## Родина
У загиблого залишилися дружина та двоє маленьких дітей.

## Нагороди
- Звання Герой України з удостоєнням ордена «Золота Зірка» (21 листопада 2024; посмертно) — за особисту мужність і героїзм, виявлені у захисті державного суверенітету та територіальної цілісності України, самовіддане служіння Українському народові[6]
- Орден Орден «За мужність» III ст. (7 травня 2022; посмертно) — За особисту мужність і самовіддані дії, виявлені у захисті державного суверенітету та територіальної цілісності України, вірність військовій присязі[7][8].